# Krusenhof
Krusenhof är ett gods i Kvillinge socken, Norrköpings kommun, Östergötlands län.
Egendomen, som 2009 omfattade cirka 480 hektar, varav cirka 410 hektar landareal, ägdes från 1912 och fram till 1 februari 2008 inom släkten Printzsköld i fyra generationer. Försäljningen till Norrköpings kommun framtvingades av kommunens beslut om en omvandling av jordbruksmarken på södra Malmölandet, där Krusenhof är beläget, till en framtida användning för industri-, transport- och logistik-ändamål. I nu gällande kommunala detaljplaner för området planeras industrimark på en yta av c:a 175 hektar, medan en framtida utbyggnad av Norrköpings hamn kräver ytterligare c:a 50 hektar mark. Ett sågverk på Krusenhofs marker som 2011 togs i bruk av Holmen Timbers är Bravikens sågverk, beläget bara några hundra meter från herrgårdsbyggnaden.

## Herrgårdsbyggnad med Ivar Tengbom som arkitekt
Den kulturhistoriskt mycket värdefulla herrgårdsbebyggelsen på Krusenhof ska dock bevaras för framtiden, liksom det närmast angränsande markområdet. Huvudbyggnaden av sten och i tre våningar är uppförd 1915 efter ritningar av Ivar Tengbom på beställning av den dåvarande ägaren, riksmarskalken Otto Printzsköld (1846-1930). Parken och trädgårdsanläggningen är ett verk av Rudolf Abelin, annars mest känd för Norrvikens trädgårdar i Båstad.

## Säteri från 1622 under släkten Kruse/Crusebjörn
Krusenhof, som ursprungligen kallades Knullerstad (ej Kullerstad), förlänades 1622 tillsammans med bland annat större delen av Ströja by och ett par andra gårdar i Kvillinge socken till köpmannen och sedermera landshövdingen i Dalarna Peter Kruse (Crusebjörn). Efter köp av ytterligare gårdar uppförde han ett säteri (herrgårdsbyggnaden 1623), som på 1660-talet fick namnet Krusenhof efter sin grundläggare Kruse och ägarsläkten Crusebjörn. Godset omfattade nu drygt 28 mantal eller mer än 40 procent av socknens hela jordetal. Redan under Kruses livstid avsöndrades flera säterier från den vidsträckta egendomen: Näs säteri, senare omdöpt till Björsnäs, som tillföll sonen Frans Crusebjörn, samt Tjuvestad säteri, senare kallat Björnviken. Äldste sonen Peter Crusebjörns änka Gertrud Rosenstierna, som levde ännu 1685, var bosatt på Krusenhof.

## Drogs in till kronan
Krusenhof såldes 1668 till Frans Joel Örnestedt och indrogs sedan till kronan. Krusenhov föreföll ha undgått rysshärjningen 1719 som ödelade de flesta av granngårdarna. Senare ägdes godset av släkten Bähr och på 1750-talet av Johan Stael von Holstein på granngården Malmö (där Bravikens pappersbruk numera är beläget). 

## Släkten Printzsköld ägare 1912-2008
Bland senare ägare märks överjägmästaren A. Alf, från 1850 majoren G.L. Hjorth och mellan 1853 och 1876 brukspatronen Jacob von Leesen, vars släkt kom att äga Krusenhof fram till 1912, då förste hovmarskalken Otto Printzsköld (från 1916 riksmarskalk) köpte godset. I samband med köpet revs den dåvarande huvudbyggnaden och en ny uppfördes som stod klar 1914.

## Framtid för den kulturhistoriskt värdefulla herrgården
Norrköpings kommun köpte 2008 den 400 hektar stora egendomen inklusive samtliga byggnader för närmare 100 miljoner kronor. Det är idag (2018) oklart vad som ska hända med den kulturhistoriskt mycket värdefulla bebyggelsen vid Krusenhofs herrgård. Sedan flera år står gården tom i avvaktan på vidare användning. 2022 Förvärvade Holmen AB Herrgården och kringliggande byggnader.

## Äldsta skriftliga källan
Äldsta skriftliga källan för platsen där Krusenhof är beläget är från 14 december 1413 då "Knytlastadom" omtalas.